# Frane Nonković
Franjo „Frane” Nonković (ur. 25 kwietnia 1935 w Metkoviciu, zm. 5 września 2023 w Rijece) – chorwacki piłkarz wodny. W barwach Jugosławii srebrny medalista olimpijski z Tokio.
Mierzący 179 cm wzrostu zawodnik w 1964 w Tokio wspólnie z kolegami zajął drugie miejsce. Były to jego jedyne igrzyska olimpijskie. Był srebrnym medalistą mistrzostw Europy w 1962 oraz srebrnym medalistą igrzysk śródziemnomorskich w 1963.